# Polygala pyroloides
Polygala pyroloides är en jungfrulinsväxtart som beskrevs av François Gagnepain. Polygala pyroloides ingår i släktet jungfrulinssläktet, och familjen jungfrulinsväxter. Inga underarter finns listade i Catalogue of Life.